# Łopata (powiat opatowski)
Łopata – wieś sołecka w Polsce położona w województwie świętokrzyskim, w powiecie opatowskim, w gminie Wojciechowice.
W latach 1975–1998 miejscowość administracyjnie należała do województwa tarnobrzeskiego.